# Ženje
Ženje este o localitate din comuna Krško, Slovenia, cu o populație de 36 de locuitori.